# Federation of Student Sports Tilburg
Federation of Student Sports Tilburg, afgekort FOSST, is de naam van de Tilburgse sportraad, het overkoepelende orgaan, ook wel studentensportraad of overkoepelend studenten sportorgaan (OSSO) genaamd, waarbij alle 24 studentensportverenigingen van de Tilburg Universiteit aangesloten zijn. Daarnaast behartigt FOSST de belangen van ongeveer 13.000 sportkaarthouders en worden, onder haar auspiciën, diverse sportevenementen georganiseerd, zoals onder andere de Hart van Brabantloop.

## Geschiedenis
FOSST vindt haar oorsprong als sportcommissie genaamd "Pendragon", opgericht in 1929, onder de studentenvereniging Sint Olof. Na de Tweede Wereldoorlog werd zij zelfstandig. Zij ontleend haar naam aan Uther Pendragon uit de Koning Arthur-sage.

## Verenigingen
Historisch gezien, hebben een aantal van de aangesloten Tilburgse studentensportverenigingen hun naam eveneens aan de Koning Arthur-sage verbonden: Camelot (handbal), Lancelot (squash), Merlijn (voetbal) en Parcival (atletiek). De naam van de basketbalvereniging is Pendragon. De overige verenigingen zijn Avalon (zwemmen), Braga (schaatsen), Cave ne Cadas (Paardrijden), DanceNation (zwemmen), Fortis (crossfit),  Gepidae (volleybal), Hyperion (tafeltennis), Lacoste (tennis), Link (e-sports), De Meet (wielrennen), Melmac (korfbal), Saltare (turnen), Sauron (badminton), SHOT (hockey), Spartacus (krachtsport), Tarantula (rugby), Tigers (cricket), TilSAC (klimmen) en Under Par (golf). 

Een aantal oud-verenigingen zijn Chikara (budosporten), Falco (duiken), Afdaling (ski- en snowboarden), Spin-Out (surfen), Excalibur (darten), Nautikos (zeilen), d'Arthur (darten) en Marciano (boksen). 

## Structuur
FOSST bestaat uit een dagelijks bestuur, een Raad van Toezicht en verschillende commissies. Het dagelijks bestuur bestaat uit zes personen en is verantwoordelijk voor de beleidsvoorbereiding en het uitvoeren van het beleid, het voorbereiden van vergaderingen, het steunen en controleren van de aangesloten studentensportvereniging, het bevorderen van studentensport en de belangenbehartiging van alle Tilburgse studentensporters bij de TiU, de gemeente Tilburg, de Tilburgse Sport Raad (TSR), Studenten Sport Nederland (SSN) en de studentenfracties. De Raad van Toezicht heeft als belangrijkste taken: het toezicht houden op het reilen en zeilen van het dagelijks bestuur, de goedkeuring van de begroting en realisatie en de kascontrole.